# Beetle Bailey
Beetle Bailey ist eine von Mort Walker geschaffene Comicstrip-Serie mit der gleichnamigen Figur als Hauptperson. Die erste Folge erschien am 4. September 1950.

## Handlung
Bailey ist ein einfacher Soldat, welcher seine Abenteuer in einem Army-Camp bestehen muss. Dazu tauchen regelmäßig die gleichen Nebencharaktere, wie sein Sergeant und der Koch der Einheit, auf. Bailey ist berüchtigt für seine Faulheit.

## Entstehung und Veröffentlichung
Ursprünglich als Serie um einen College-Studenten angelegt, begann Beetle Bailey am 4. September 1950 mit einer Veröffentlichung in zwölf Zeitungen. Aufgrund der mangelnden Resonanz erwog man beim den Strip vertreibenden King Features Syndicate die Einstellung des Comics, sodass Walker das Konzept dahingehend änderte, dass sich die Titelfigur am 3. März 1951 bei der Army einschrieb und Ort der Handlung von da ab das fiktionale Camp Swampy wurde. Vor dem Hintergrund des Koreakriegs übernahmen über 100 weitere Zeitungen den Strip. Eine Wiedereingliederung ins Zivilleben nach Kriegsende führte zu Leserreaktionen, sodass Beetle Bailey kurzerhand wieder nach Camp Swampy zurückkehrte.
In Deutschland erschien Beetle Bailey unter anderem unter dem Titel Schütze A bei Illu Press und unter seinem Originalnamen beim Ehapa Verlag.

## Hintergrund
Für Beetle Bailey erhielt Walker 1953 den Reuben Award. Schwester und Schwager von Beetle Bailey, bei denen er sich nach Ende des Koreakriegs einquartierte, bekamen ab dem 18. Oktober 1954 mit Hi and Lois eine eigene Serie.
Im Jahr 1965 hatte Beetle Bailey bereits eine Verbreitung von tausend Tageszeitungen erreicht. Mitte der 1990er-Jahre stieg die Verbreitung sogar auf weltweit 1800 Zeitungen.